# Caverna da Vaca

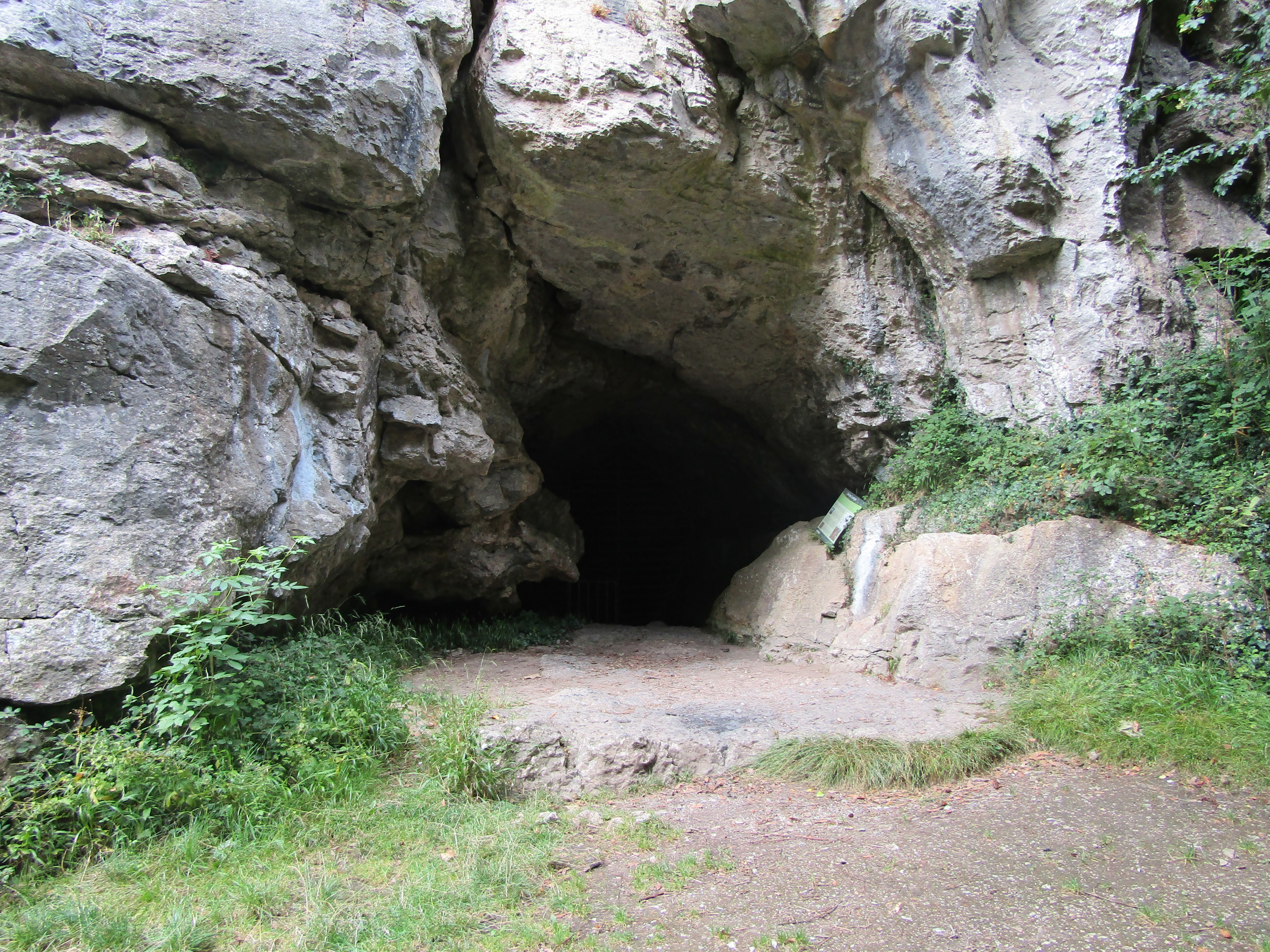

Caverna da Vaca (em inglês: Cow Cave) é um sistema de cavernas de calcário situado no lado sul das rochas de Chudleigh, perto da cidade de Chudleigh, Devon, Inglaterra. É listado como Monumento Programado pela Inglaterra Histórica e foi listado pela primeira vez em 1992.

## Descrição

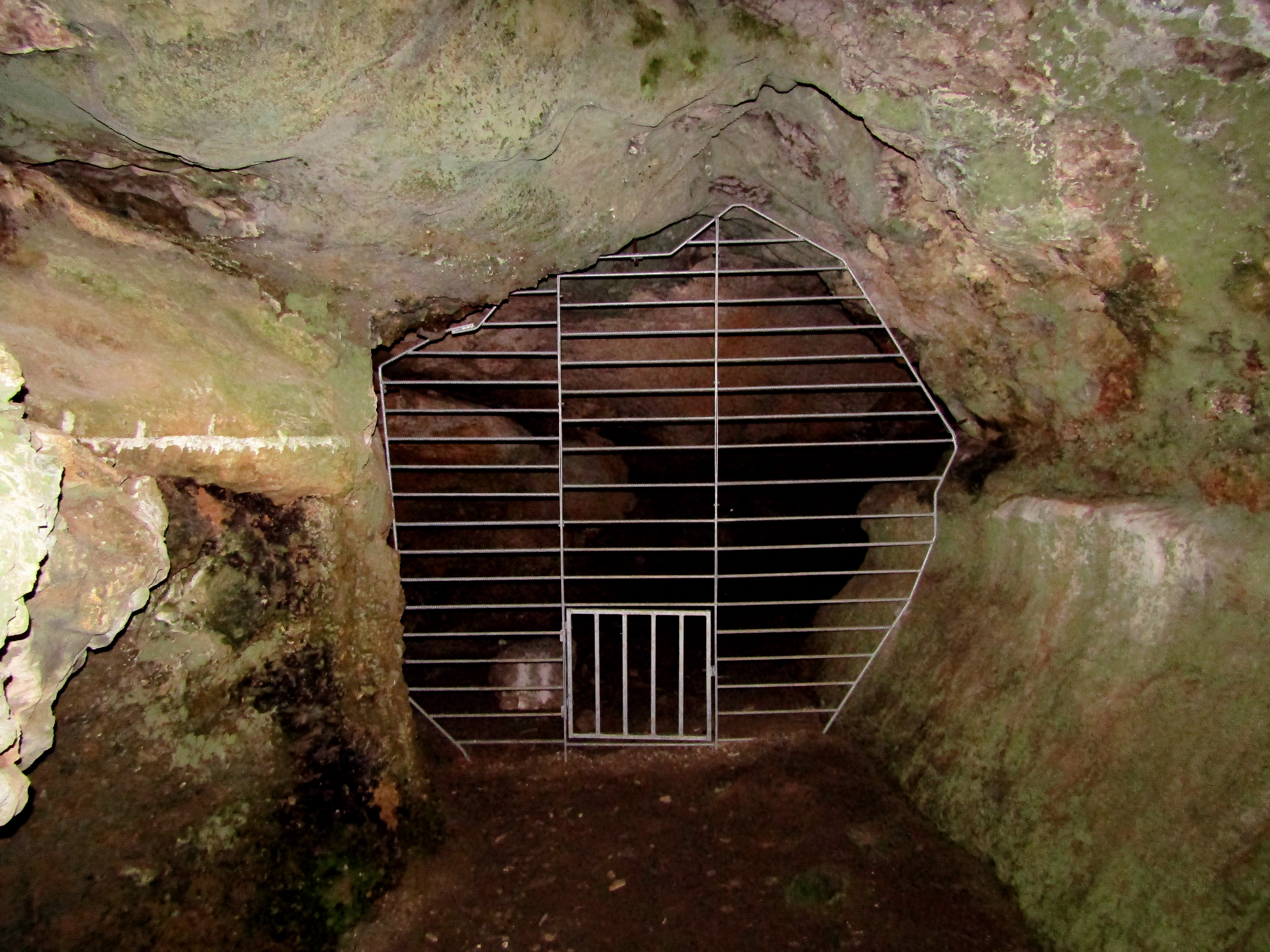
Portão da Caverna da Vaca

A entrada da caverna está situada ao lado de um grande afloramento de calcário conhecido como Chudleigh Rocks. A entrada, que é arqueada, tem aproximadamente 4,5 metros de altura e 5 metros de largura. 

## Escavações
Sabe-se que a Caverna da Vaca contém depósitos significativos de material do período paleolítico. 

Uma escavação significativa foi realizada em 2016.